# Никитинская улица (Москва)
Ники́тинская у́лица  — улица в Восточном административном округе Москвы. Находится между 2-й Прядильной улицей и Щёлковским шоссе. Пересекается 3-й Прядильной улицей в районе дома № 9 и Сиреневым бульваром в районе дома № 23/4. Также в районе дома № 9, корпус 1 имеется поворот на Верхнюю Первомайскую улицу.
На улице располагаются 79 домов, в основном «хрущёвки» и дома серии II-18/9.

## Краткая история
Изначально носила название Колдомка — по одноимённой слободе, основанной крестьянами, переселёнными по указу царя Алексея Михайловича из Колдомской волости Костромского уезда для создания образцового хозяйства в Измайлове.
Переименована в 1922 году в честь Гавриила Ивановича Никитина (1884—1910), рабочего фабрики «Измайловская мануфактура», участвовавшего в вооруженном восстании в декабре 1905 года.

## Здания и сооружения
По нечётной стороне:
- № 7 — школа № 1290 (ранее — школа № 707);
- № 11/1 — супермаркет «Перекрёсток»;
- № 13 — кофейня «Эссе» (бывшая булочная);
- № 15А — ФКУ «ГБ МСЭ по г. Москве»;
- № 17 — магазин «Пятёрочка»;
- 23/4 — магазин «Фасоль».

По чётной стороне:
- № 4А — Колледж Московской академии предпринимательства при правительстве Москвы;
- № 8, корпус 1 — ранее в здании располагались почтовое отделение № 483 и парикмахерская, ныне — аптека и пиццерия;
- № 10А — отель «Park Inn by Radisson Izmaylovo Moscow» (ранее — «DP Park Izmailovo Moscow», открыт 27 мая 2015 г. как «Dedeman Park Izmailovo Moscow»);
- № 22А — магазин «Пятёрочка» (ранее — гастроном «АЛМИ», а до этого — продовольственный магазин «Рассвет»).

## Транспорт

### Метро
В двух кварталах к юго-востоку от начала улицы находится станция «Измайловская» Арбатско-Покровской линии Московского метрополитена. Приблизительно на одинаковом расстоянии (в нескольких кварталах) от конца улицы расположены станции «Черкизовская» Сокольнической линии (к западу) и «Щёлковская» Арбатско-Покровской (к востоку).

### Автобус
По улице проходят автобусы 34, 34к, 634.